# Берг (Санкт-Галлен)
Берг (нім. Berg SG) — громада  в Швейцарії в кантоні Санкт-Галлен, виборчий округ Роршах.

## Географія
Громада розташована на відстані близько 160 км на схід від Берна, 8 км на північ від Санкт-Галлена.
Берг має площу 3,8 км², з яких на 12,4% дозволяється будівництво (житлове та будівництво доріг), 69,6% використовуються в сільськогосподарських цілях, 17,2% зайнято лісами, 0,8% не є продуктивними (річки, льодовики або гори).

## Демографія
2019 року в громаді мешкало 851 особа (+0,6% порівняно з 2010 роком), іноземців було 10,5%. Густота населення становила 226 осіб/км².
За віковим діапазоном населення розподілялося таким чином: 22,4% — особи молодші 20 років, 58,3% — особи у віці 20—64 років, 19,3% — особи у віці 65 років та старші. Було 340 помешкань (у середньому 2,5 особи в помешканні).
Із загальної кількості 161 працюючого 62 було зайнятих в первинному секторі, 12 — в обробній промисловості, 87 — в галузі послуг.